# یوکی ناکایاما
یوکی ناکایاما (ژاپنی: 中山 雄希؛ زادهٔ ۱۶ اکتبر ۱۹۹۴) یک بازیکن فوتبال اهل ژاپن است.
از باشگاه‌هایی که در آن بازی کرده‌است می‌توان به باشگاه فوتبال یوکوهاما، باشگاه فوتبال کاگوشیما یونایتد و باشگاه فوتبال آزول کلارو نومازو اشاره کرد.